# Rio Breede
Rio Breede é um rio da África do Sul.